# Processo Krupp
Il processo Krupp (denominazione ufficiale: The United States of America vs. Alfried Krupp, et al.) fu il decimo dei dodici Processi secondari di Norimberga fatti celebrare dagli alleati negli anni 1946-1949. Si svolse tra l'8 dicembre 1947 ed il 31 luglio 1948 allo scopo di sottoporre a procedimento giudiziale l'accusa di collaborazionismo della ditta Krupp con l'ex Partito nazista. L'accusa era rivolta al direttore Alfried Krupp, a otto membri delegati del Consiglio direttivo, e ad altri tre membri delle alte sfere direttive della società.

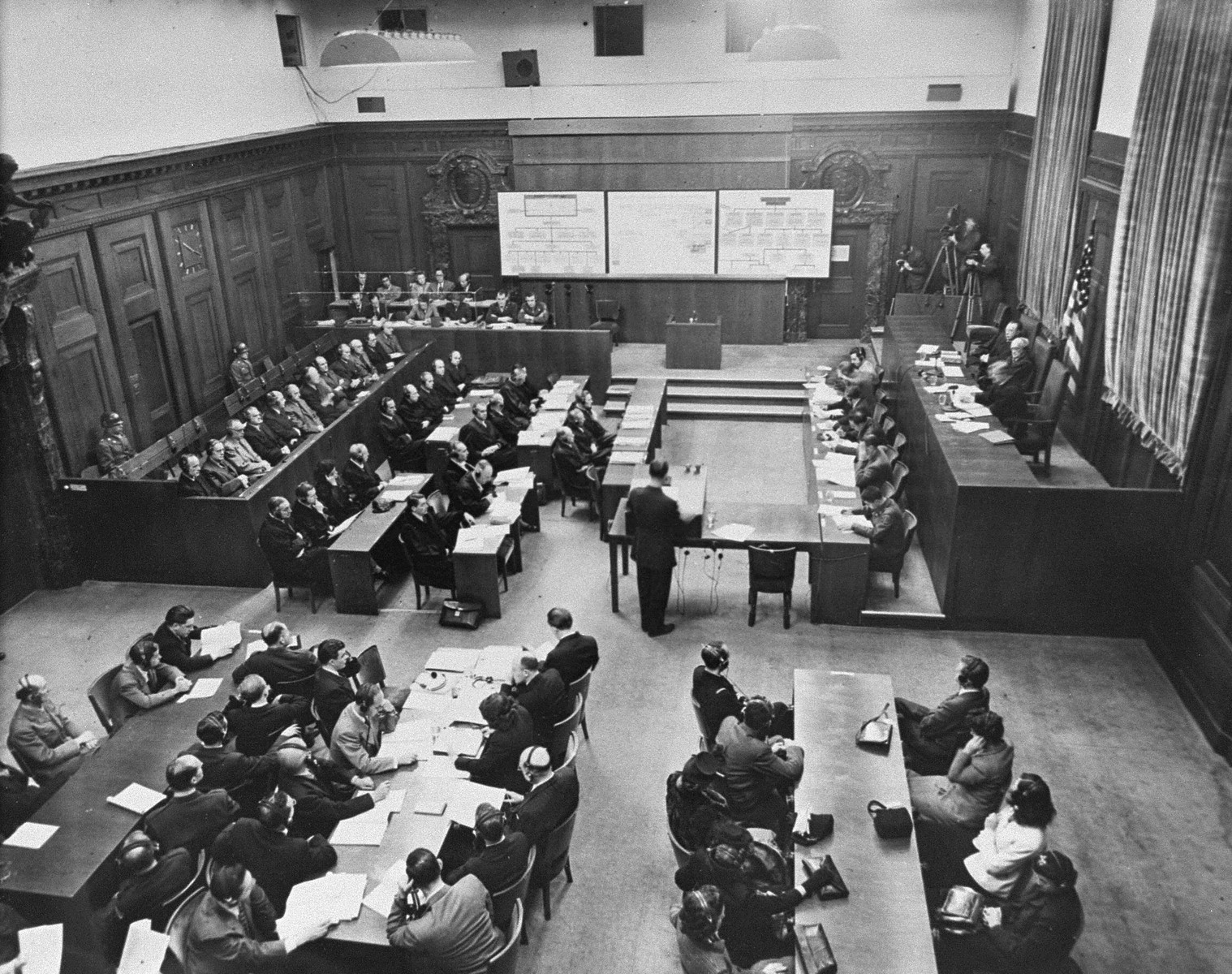
Aula della corte

## Imputazioni

### Capo d'accusa 1
Crimini contro la pace, poiché la società prese parte alla pianificazione e alla conduzione di guerre di aggressione in violazione dei trattati internazionali.

### Capo d'accusa 2
Crimini di guerra e crimini contro l'umanità, partecipando al saccheggio e alla spoliazione dei beni pubblici e privati, alla devastazione e allo sfruttamento nei confronti dei paesi sotto occupazione tedesca, causando così sofferenza a milioni di persone.

### Capo d'accusa 3
Crimini di guerra e crimini contro l'umanità, partecipando all'omicidio, allo sterminio, alla riduzione in schiavitù, alla deportazione, alla prigionia, alla tortura e all'uso della schiavitù nei confronti dei civili sotto il controllo tedesco, di cittadini tedeschi stessi e dei prigionieri di guerra.

### Capo d'accusa 4
Partecipazione a un piano comune, o ad una cospirazione, al fine di commettere crimini contro la pace.

## Coinvolgimento della Krupp

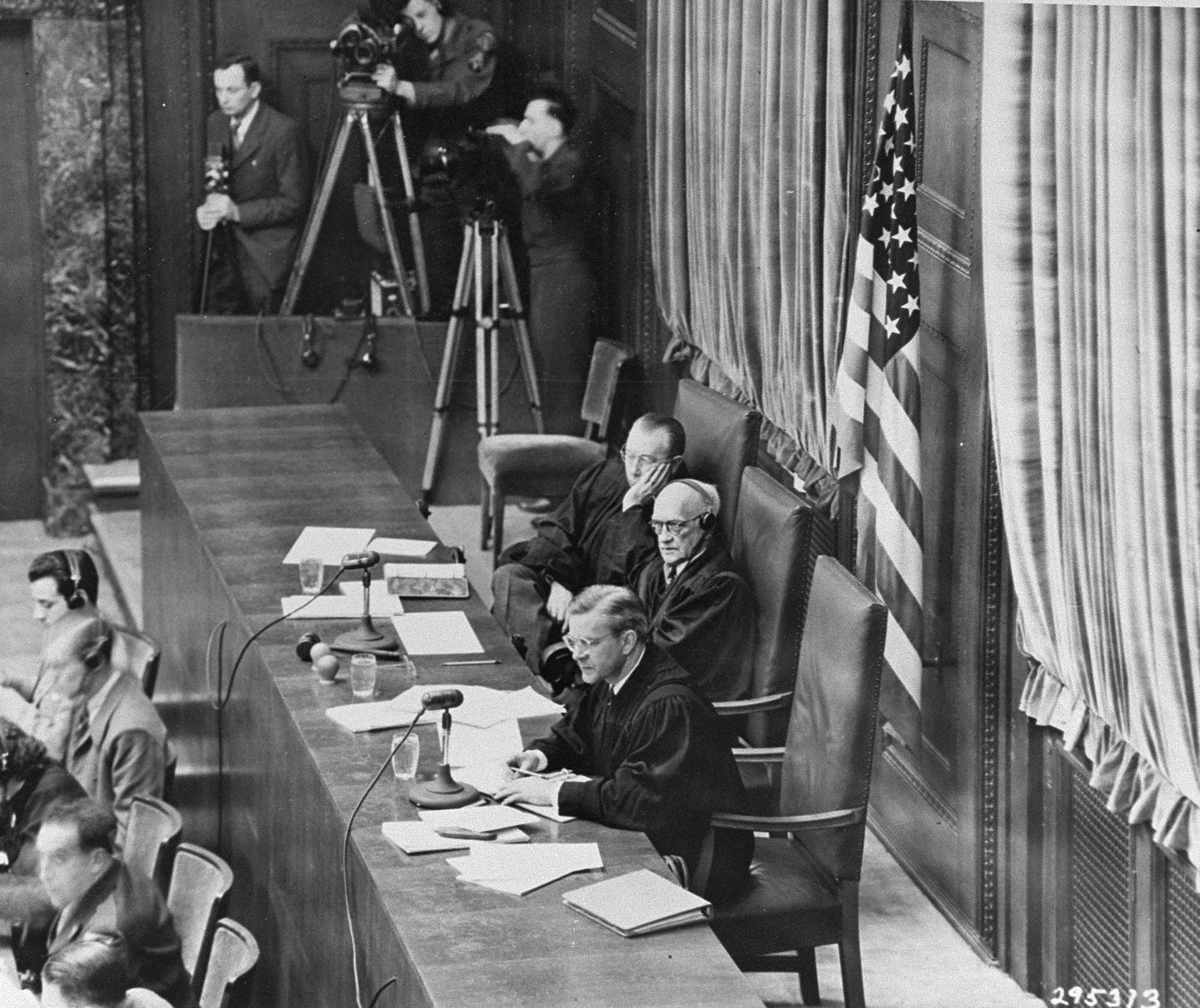
Giudici del processo

Alfried Krupp fu l'imputato principale poiché fu l'unico proprietario della società, sin dalla fine del 1943, considerando che la Krupp fu una delle società principali che rifornì le armate tedesche per tutta la durata del conflitto. Nel 1944, la società aveva in assunzione circa 100 000 lavoratori forzati e internati in campi di concentramento, come per esempio nella filiale di Marktstaedt, vicino a Breslavia, dove alcuni degli internati ad Auschwitz erano obbligati a lavorare.
Oltre a tutto ciò, l'accusa afferma che la Krupp giocò un ruolo fondamentale nel programma segreto e illegale di riarmo dell'esercito tedesco durante la Repubblica di Weimar, nell'ascesa di Hitler, nell'organizzazione dell'industria tedesca, in accordo con il Partito nazista, e nella deliberata collaborazione al completo riarmo tedesco, al fine della conquista:
(Giudice Telford Taylor, procuratore capo dell'accusa)

## Condanne
| Nome                      | Funzione | Sentenza                                       |
| ------------------------- | --- | ---------------------------------------------- |
| Alfried Krupp             | proprietario e amministratore delegato                                                                                             | 12 anni di reclusione più la confisca dei beni |
| Erich Müller              | direttore, capo della fabbricazione di armi                                                                                        | 12 anni                                        |
| Friedrich von Bülow       | responsabile del controspionaggio industriale, responsabile delle pubbliche relazioni e capo del reparto di sicurezza (Werkschutz) | 12 anni                                        |
| Eduard Houdremont         | direttore, capo delle opere in acciaio                                                                                             | 10 anni                                        |
| Friedrich Wilhelm Janssen | direttore finanziario, successore di Löser                                                                                         | 10 anni                                        |
| Max Otto Ihn              | assistente personale di Löser e di Janssen e responsabile dello spionaggio industriale                                             | 9 anni                                         |
| Karl Eberhardt            | capo del reparto vendite, successore di Pfirsch                                                                                    | 9 anni                                         |
| Ewald Löser               | ex-direttore finanziario | 7 anni                                         |
| Heinrich Leo Korschan     | assistente capo degli impianti per le opere in acciaio                                                                             | 6 anni                                         |
| Werner Lehmann            | "procacciatore di lavoratori", assistente di Ihn                                                                                   | 6 anni                                         |
| Hans Kupke                | capo dei campi dei lavoratori | 2 anni e 10 mesi                               |
| Karl Heinrich Pfirsch     | ex-capo del reparto vendite | non colpevole                                  |

Tutti e undici gli imputati trovati colpevoli furono perseguiti per il capo d'accusa 3 mentre sei di loro furono ritenuti colpevoli anche del capo d'accusa 2. Il 31 gennaio 1951 gli imputati ancora in prigione furono rilasciati e, poiché non furono trovati degli acquirenti per la società, nel 1953 Alfried Krupp riprese in mano l'azienda.